# Montfèrmi
Montfermy és un municipi francès situat al departament del Puèi Domat i a la regió d'Alvèrnia-Roine-Alps. L'any 2007 tenia 189 habitants.

## Demografia

### Població
El 2007 la població de fet de Montfermy era de 189 persones. Hi havia 76 famílies de les quals 28 eren unipersonals (12 homes vivint sols i 16 dones vivint soles), 20 parelles sense fills i 28 parelles amb fills.
La població ha evolucionat segons el següent gràfic:
Habitants censats

### Habitatges
El 2007 hi havia 101 habitatges, 77 eren l'habitatge principal de la família, 23 eren segones residències i 1 estava desocupat. 98 eren cases i 3 eren apartaments. Dels 77 habitatges principals, 68 estaven ocupats pels seus propietaris, 7 estaven llogats i ocupats pels llogaters i 2 estaven cedits a títol gratuït; 3 tenien dues cambres, 12 en tenien tres, 20 en tenien quatre i 42 en tenien cinc o més. 58 habitatges disposaven pel capbaix d'una plaça de pàrquing. A 29 habitatges hi havia un automòbil i a 41 n'hi havia dos o més.

### Piràmide de població
La piràmide de població per edats i sexe el 2009 era:
| Homes | Edats   | Dones |
| ----- | ------- | ----- |
| 0     | 95 o +  | 0     |
| 0     | 90 a 94 | 0     |
| 0     | 85 a 89 | 8     |
| 4     | 80 a 84 | 4     |
| 0     | 75 a 79 | 0     |
| 4     | 70 a 74 | 4     |
| 12    | 65 a 69 | 8     |
| 8     | 60 a 64 | 4     |
| 0     | 55 a 59 | 4     |
| 4     | 50 a 54 | 4     |
| 0     | 45 a 49 | 4     |
| 12    | 40 a 44 | 4     |
| 16    | 35 a 39 | 8     |
| 0     | 30 a 34 | 0     |
| 4     | 25 a 29 | 0     |
| 0     | 20 a 24 | 8     |
| 4     | 15 a 19 | 4     |
| 0     | 10 a 14 | 0     |
| 8     | 5 a 9   | 4     |
| 0     | 0 a 4   | 0     |

## Economia
El 2007 la població en edat de treballar era de 124 persones, 92 eren actives i 32 eren inactives. De les 92 persones actives 87 estaven ocupades (47 homes i 40 dones) i 5 estaven aturades (2 homes i 3 dones). De les 32 persones inactives 11 estaven jubilades, 11 estaven estudiant i 10 estaven classificades com a «altres inactius».

### Ingressos
El 2009 a Montfermy hi havia 81 unitats fiscals que integraven 208 persones, la mediana anual d'ingressos fiscals per persona era de 16.164 €.

### Activitats econòmiques
Dels 5 establiments que hi havia el 2007, 1 era d'una empresa extractiva, 1 d'una empresa de construcció, 1 d'una empresa d'hostatgeria i restauració, 1 d'una empresa immobiliària i 1 d'una empresa de serveis.
Dels 2 establiments de servei als particulars que hi havia el 2009, 1 era una fusteria i 1 restaurant.
L'any 2000 a Montfermy hi havia 17 explotacions agrícoles que ocupaven un total de 550 hectàrees.

## Poblacions més properes
El següent diagrama mostra les poblacions més properes.